# Thymus albicans
Thymus albicans là một loài thực vật có hoa trong họ Hoa môi. Loài này được Hoffmanns. & Link miêu tả khoa học đầu tiên năm 1809.